# Sedum tosaense
Sedum tosaense là một loài thực vật có hoa trong họ Crassulaceae. Loài này được Makino miêu tả khoa học đầu tiên năm 1892.